# Gregg Zuckerman
Gregg Jay Zuckerman (Los Angeles, 1949) é um matemático da Universidade Yale que descobriu os functores de Zuckerman e os functores de translação, e com Anthony Knapp classificou as representações temperadas irredutíveis de álgebras de Lie semissimples.
Zuckerman obteve um doutorado em 1975 na Universidade de Princeton, orientado por Elias Stein, com a tese Some character identities for semisimple Lie groups.

## Publications
- Knapp, A. W.; Zuckerman, Gregg (1976). «Classification of Irreducible Tempered Representations of Semisimple Lie Groups». Proceedings of the National Academy of Sciences of the United States of America. 73 (7): 2178–80. Bibcode:1976PNAS...73.2178K. JSTOR 65732. PMC 430485. PMID 16592331. doi:10.1073/pnas.73.7.2178
- Knapp, A. W.; Zuckerman, Gregg J. (1982). «Classification of Irreducible Tempered Representations of Semisimple Groups». Annals of Mathematics. 116 (2): 389–455. JSTOR 2007066. MR 0672840. doi:10.2307/2007066